# Limosina latipes
Limosina latipes är en tvåvingeart som beskrevs av Oswald Duda 1925. Limosina latipes ingår i släktet Limosina och familjen hoppflugor. Inga underarter finns listade i Catalogue of Life.